# Passepied
Passepied (phát âm tiếng Pháp: [pasˈpje]) là một điệu nhảy hoàng gia Pháp từ thế kỷ 16 đến thế kỷ 18, thường được sử dụng trong opera và ballet. Vào thời kỳ ba rốc cao và muộn, passepied thường được sử dụng trong các tổ khúc.
Passepied được đề cập đến đầu tiên là bởi Noël du Fail vào năm 1548, cũng ở nhịp 3/4 passepied tương đối nhanh minuet.